# Plac Ignacego Daszyńskiego w Częstochowie
Plac Ignacego Daszyńskiego w Częstochowie, do 1934 nazywany Nowym Rynkiem – plac w centrum Częstochowy, w dzielnicy Stare Miasto, nazwany imieniem premiera Polski – Ignacego Daszyńskiego.
Na placu zbiega się sześć ulic: al. Najświętszej Maryi Panny., ul. Warszawska, ul. Krakowska, ul. Mirowska, ul. Ogrodowa i ul. Berka Joselewicza.
Plac leży na drodze pątniczej na Jasną Górę i sąsiaduje ze Starym Rynkiem.

## Historia[1]
Pierwotnie, od średniowiecza, mieścił się tu cmentarz, wykorzystywany jako cmentarz grzebalny przez pobliską parafię. Na jego terenie znajdowała się kaplica św. Krzyża. Cmentarz został powiększony w roku 1643, natomiast w roku 1825, przy wytyczaniu Alei NMP, cmentarz zlikwidowano i przeniesiono w okolice ulic Fabrycznej (Mielczarskiego) i Ogrodowej, a później na Kule.
Północna i południowa pierzeja zabudowane są XIX-wiecznymi kamienicami, późnoklasycystycznymi, eklektycznymi i bezstylowymi, głównie jedno- i dwupiętrowymi.
Początkowo nazywany Nowym Rynkiem, gdyż na nim odbywały się targi aż do 1934, kiedy przeniesiono je na Rynek Narutowicza na Zawodziu. Później nadano mu imię Ignacego Daszyńskiego (obowiązujące także dziś). W czasie II wojny światowej nosił nazwę Ostring i znajdował się w obrębie „dużego getta”. Podczas jego likwidacji plac stał się miejscem koncentracji i selekcji Żydów wywożonych do Treblinki. W okresie PRL-u plac nosił imię Marcelego Nowotki. W tym czasie w jego środkowej części wznosił się pomnik zwycięstwa Armii Radzieckiej.
Przez wschodnią część placu aż do 1976, gdy wybudowano trasę średnicową omijającą centrum od wschodu, przebiegał ruchliwy trakt z Warszawy do Katowic.
Na wschód od placu znajduje się jest kościół św. Zygmunta pochodzący z XIV w., będący najstarszą świątynią w mieście. Pierwotnie składał się z prezbiterium, nawy głównej i gotyckiej wieży. W XV w. na południe od kościoła wzniesiono dwukondygnacyjny klasztor paulinów (obecnie plebania) połączony na piętrze z kościołem krytym gankiem wspartym na dwóch arkadach. W XVII w. dobudowano kaplice św. Grzegorza (od strony południowej) i św. Anny (od północy) oraz zakrystię. Wielokrotnie palony, dewastowany i plądrowany. Odbudowany w II połowie XVIII w. z przekształceniem na budowlę trójnawową i dobudowaniem dwóch wież. Odebrany paulinom po powstaniu styczniowym. Wystrój wnętrza i forma barokowe z pozostałościami gotyckimi.
W latach 60. XX wieku Włodzimierz Błaszczyk, dyrektor Muzeum Regionalnego i archeolog, opisywał efekty wykopalisk prowadzonych na pl. Daszyńskiego. Archeolodzy odkryli resztki miejskich obwarowań, w tym bramy, budynku przybramnego i fundamentów murów, które pochodziły prawdopodobnie z XVI wieku. Mury zachowały się do wysokości 1,5 metra. W planie znalazły częściowa rekonstrukcja obiektów i obiekt turystyczny, ale ostatecznie zabytki zostały zakopane.
12 października 2008 odsłonięty został pomnik papieża Jana Pawła II, który usytuowany jest w centralnej części placu.

## Zabytkowa zabudowa
Do rejestru zabytków wpisane są następujące budynki:
- kościół św. Zygmunta, nr rej.: A/3/76 z 13 lutego 1978
- kamienica dwupodwórzowa z oficynami pod nr 2, nr rej.: A/299/10 z 19 marca 2010
- kamienica pod nr 5, nr rej.: 408/86 z 16 czerwca 1986
- kamienica pod nr 6, nr rej.: 406/86 z 16 czerwca 1986
- kamienica pod nr 10, nr rej.: 405/86 z 16 czerwca 1986
- kamienica pod nr 11, nr rej.: 409/86 z 16 czerwca 1986
- kamienica pod nr 13, nr rej.: 531/90 z 4 lipca 1990
- kamienica pod nr 14, nr rej.: 404/86 z 16 czerwca 1986
- kamienica pod nr 15, nr rej.: 403/86 z 16 czerwca 1986

## Galeria

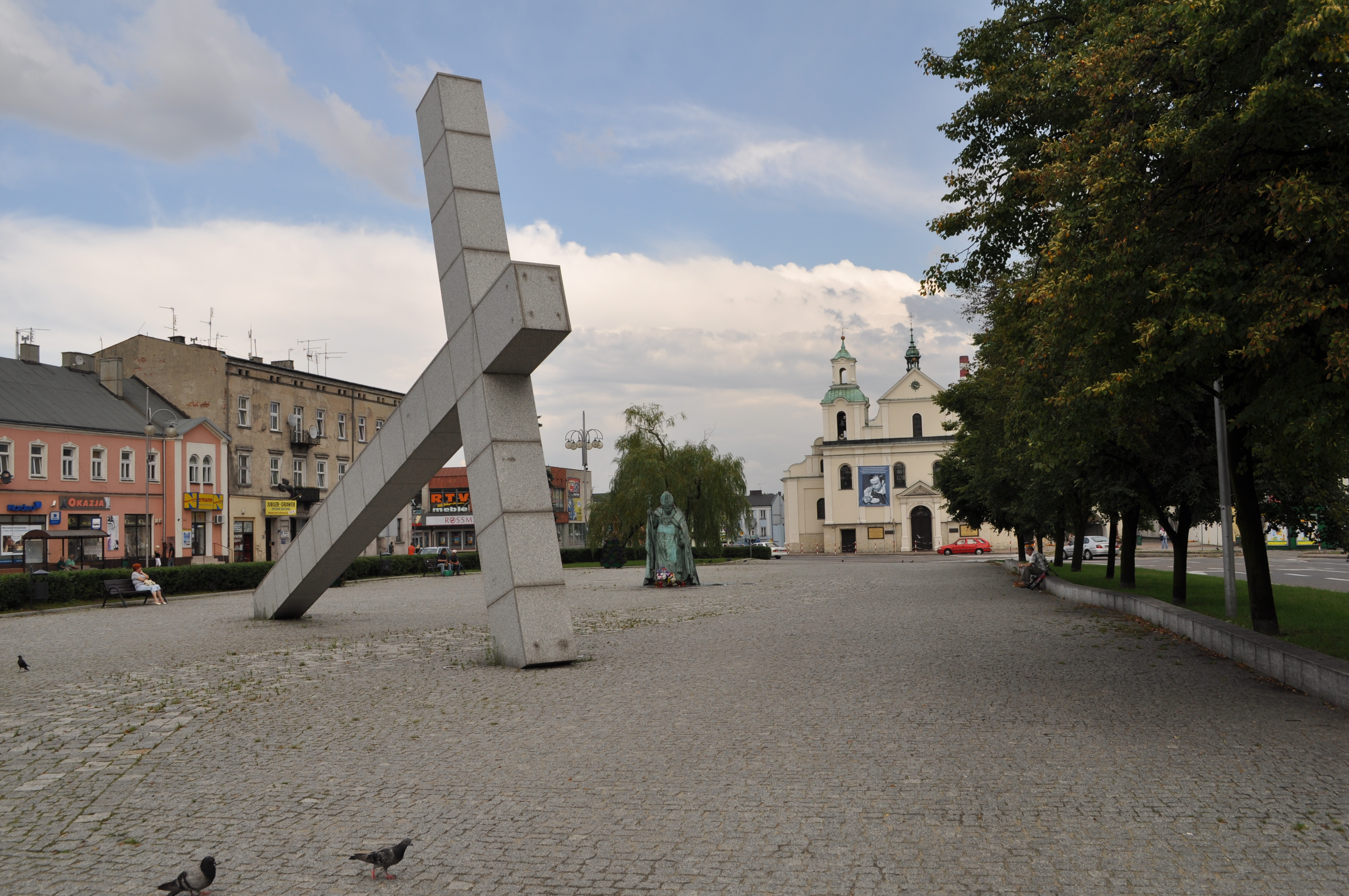
Pomnik Jana Pawła II i krzyż na pl. Daszyńskiego
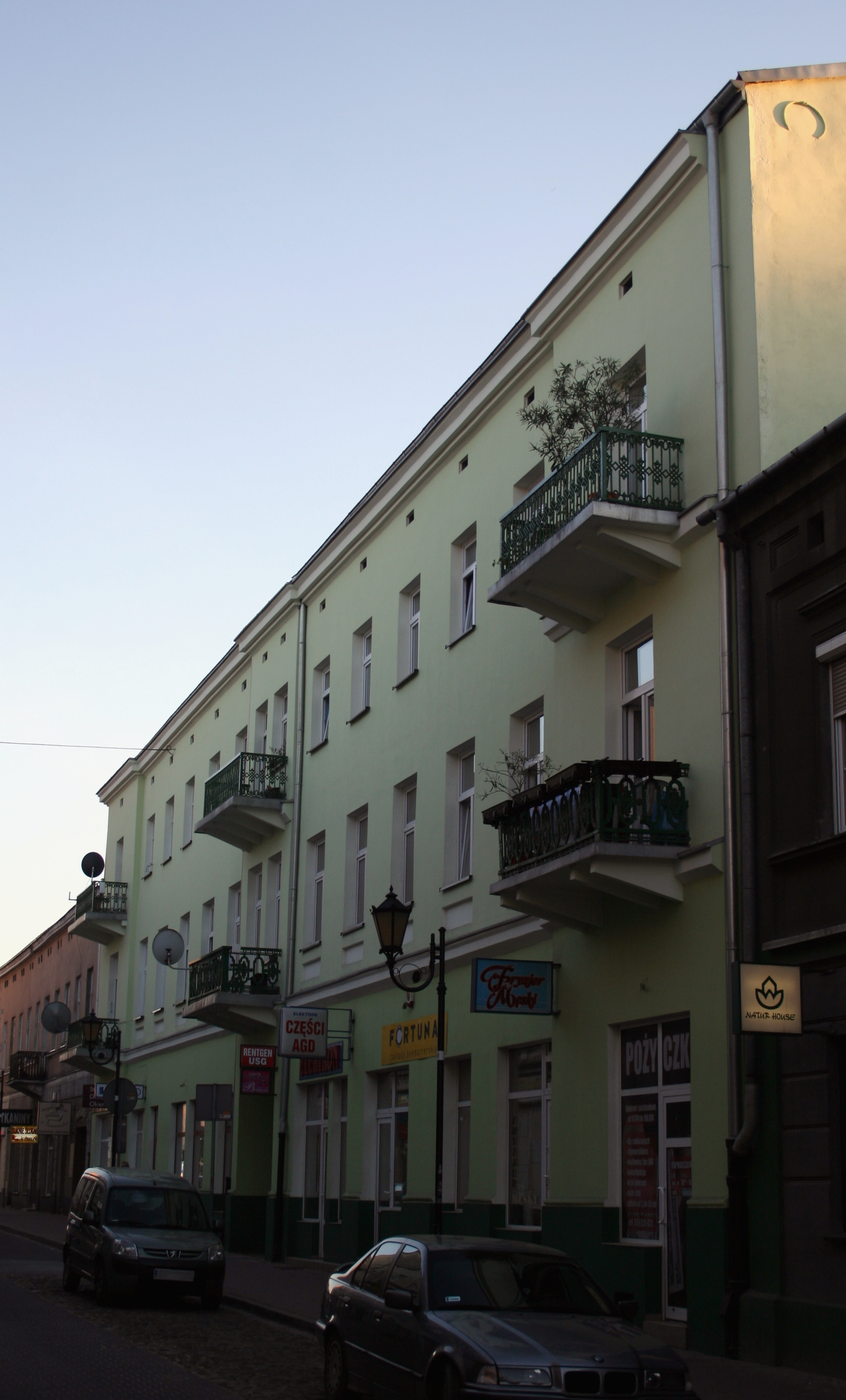
Kamienica z nr 3
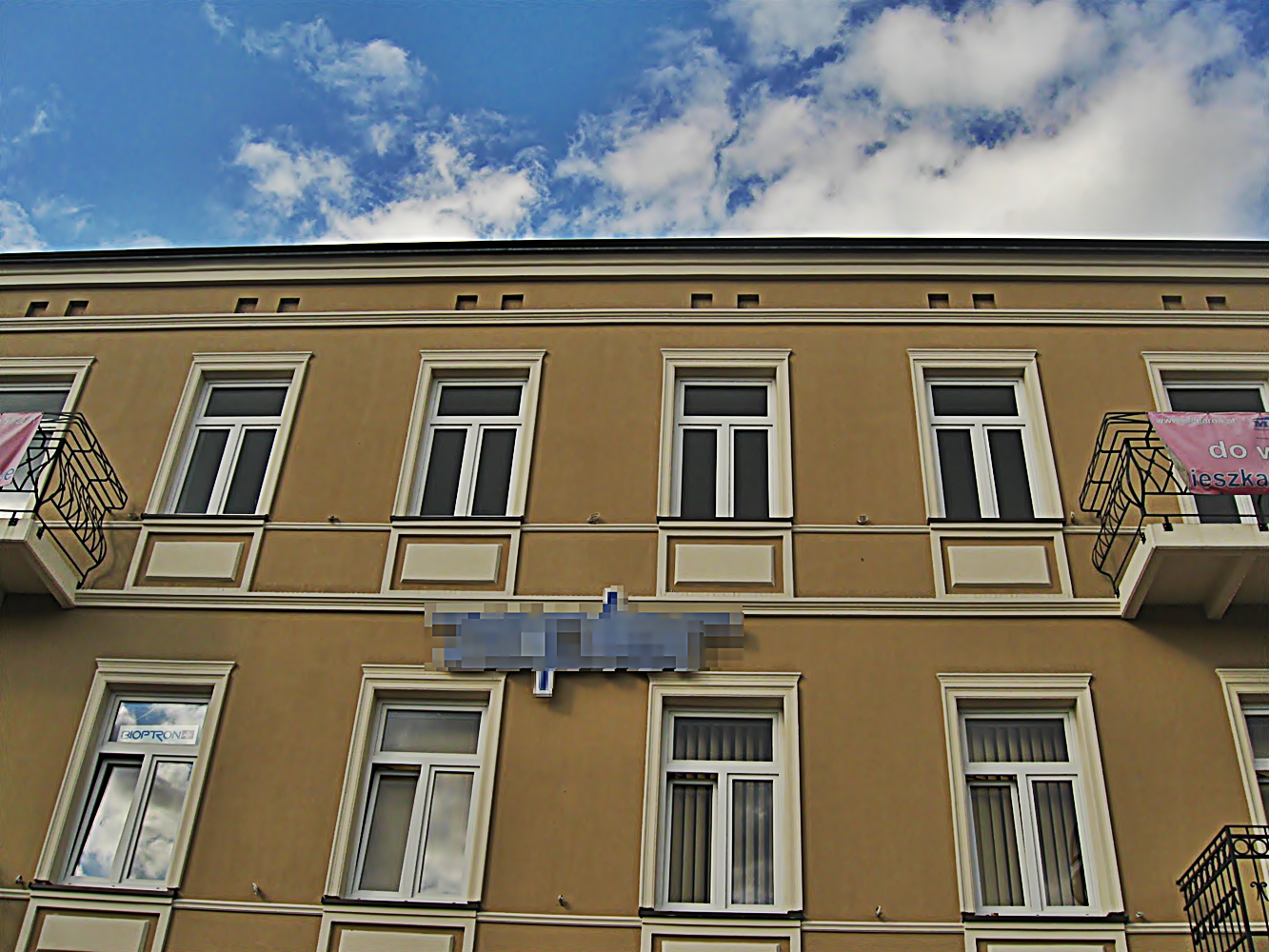
Kamienica z nr 4
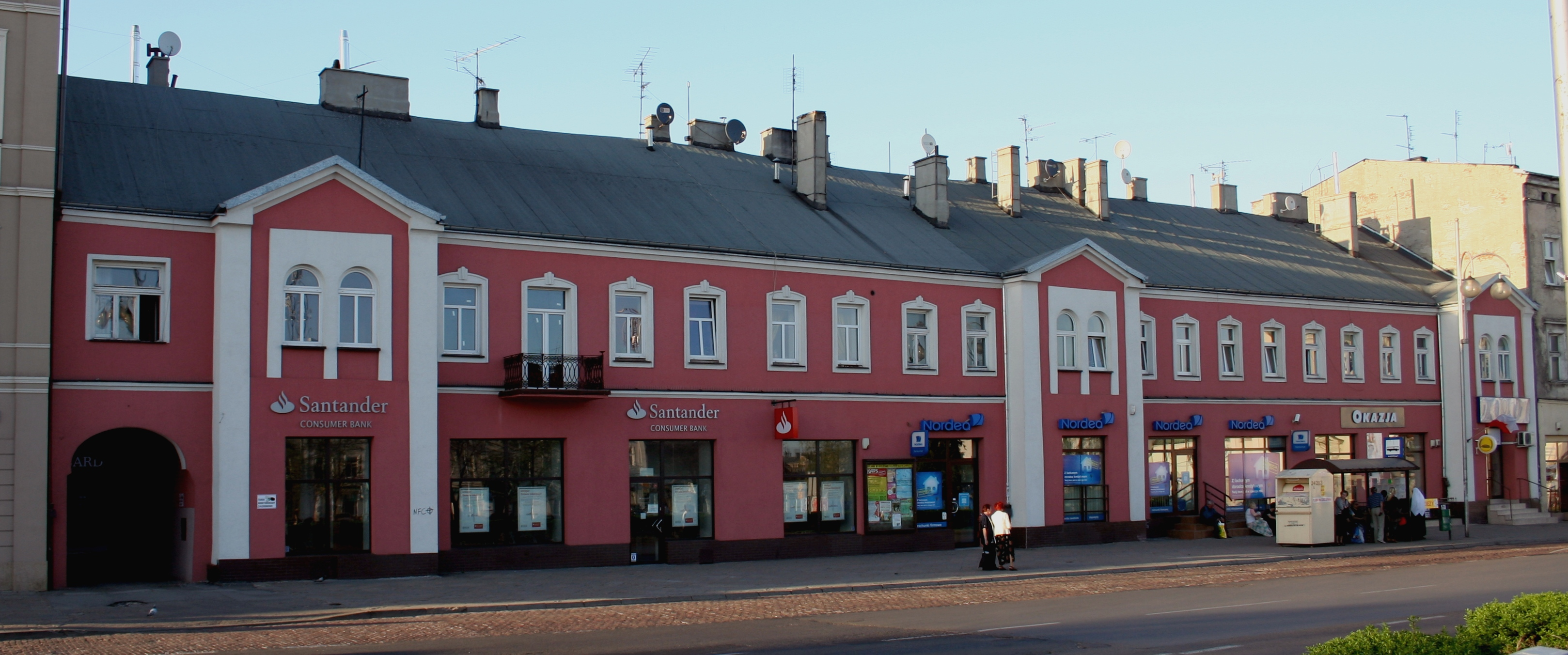
Zabytkowa kamienica z nr 5-6
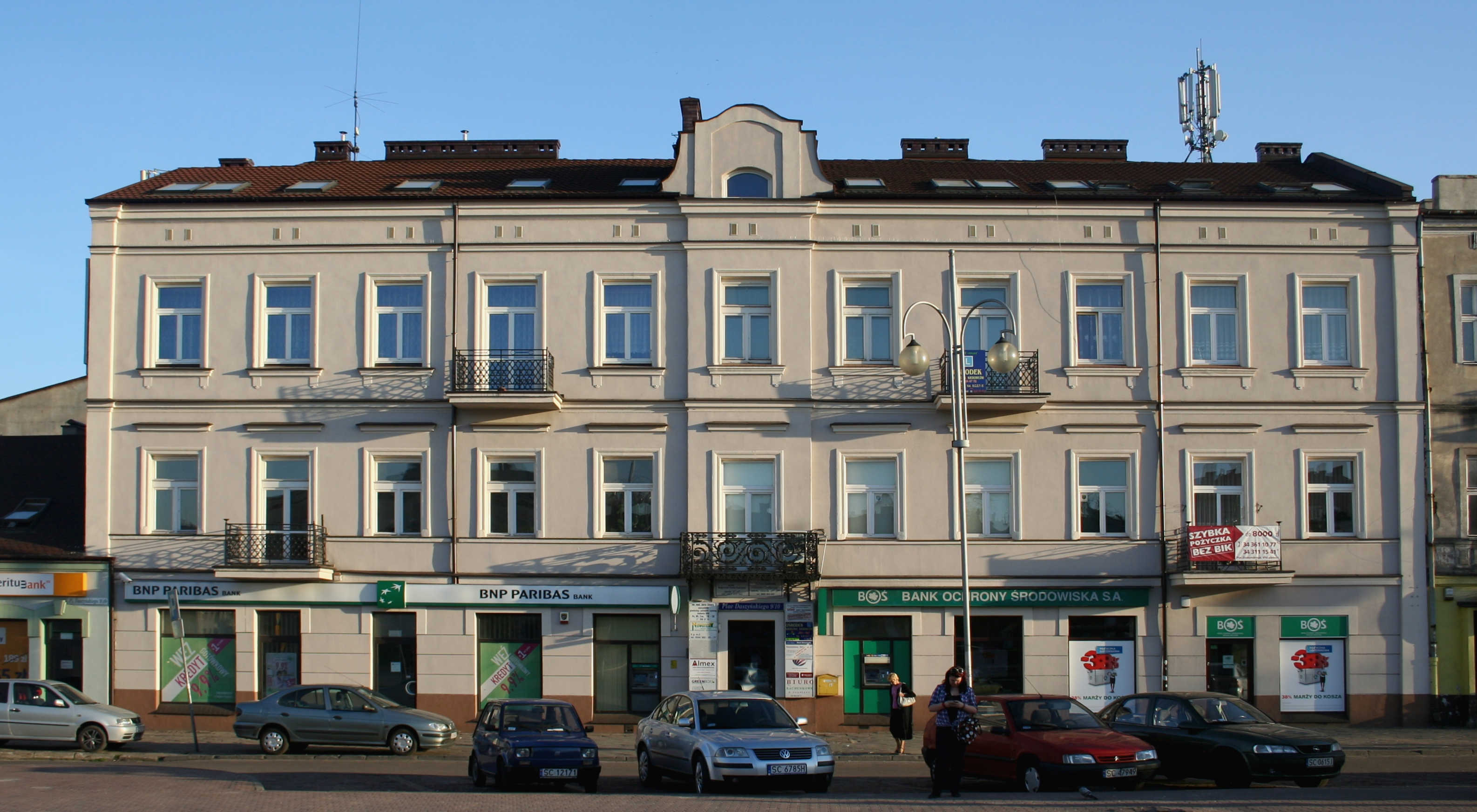
Zabytkowa kamienica z nr 9-10
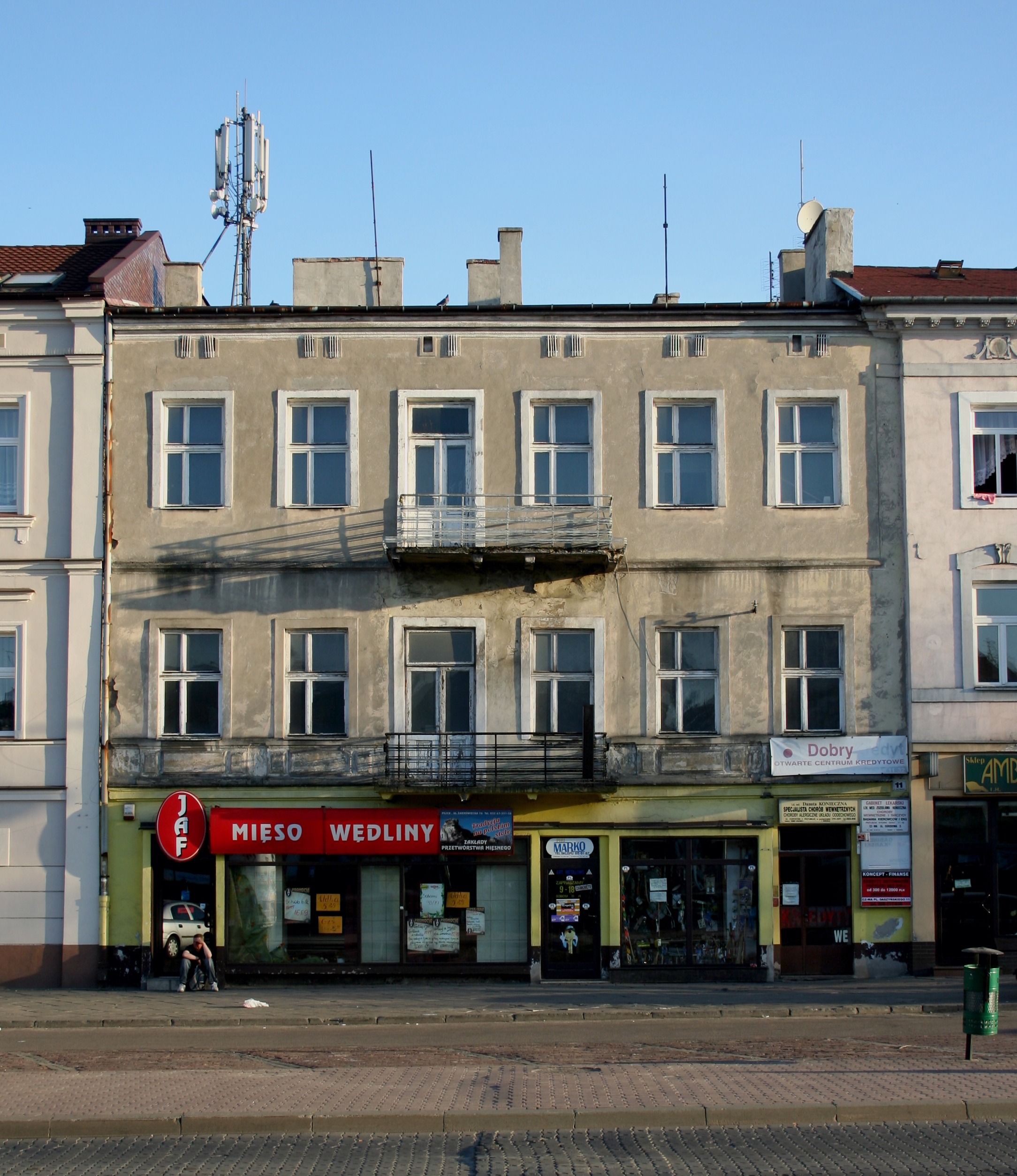
Zabytkowa kamienica z nr 11
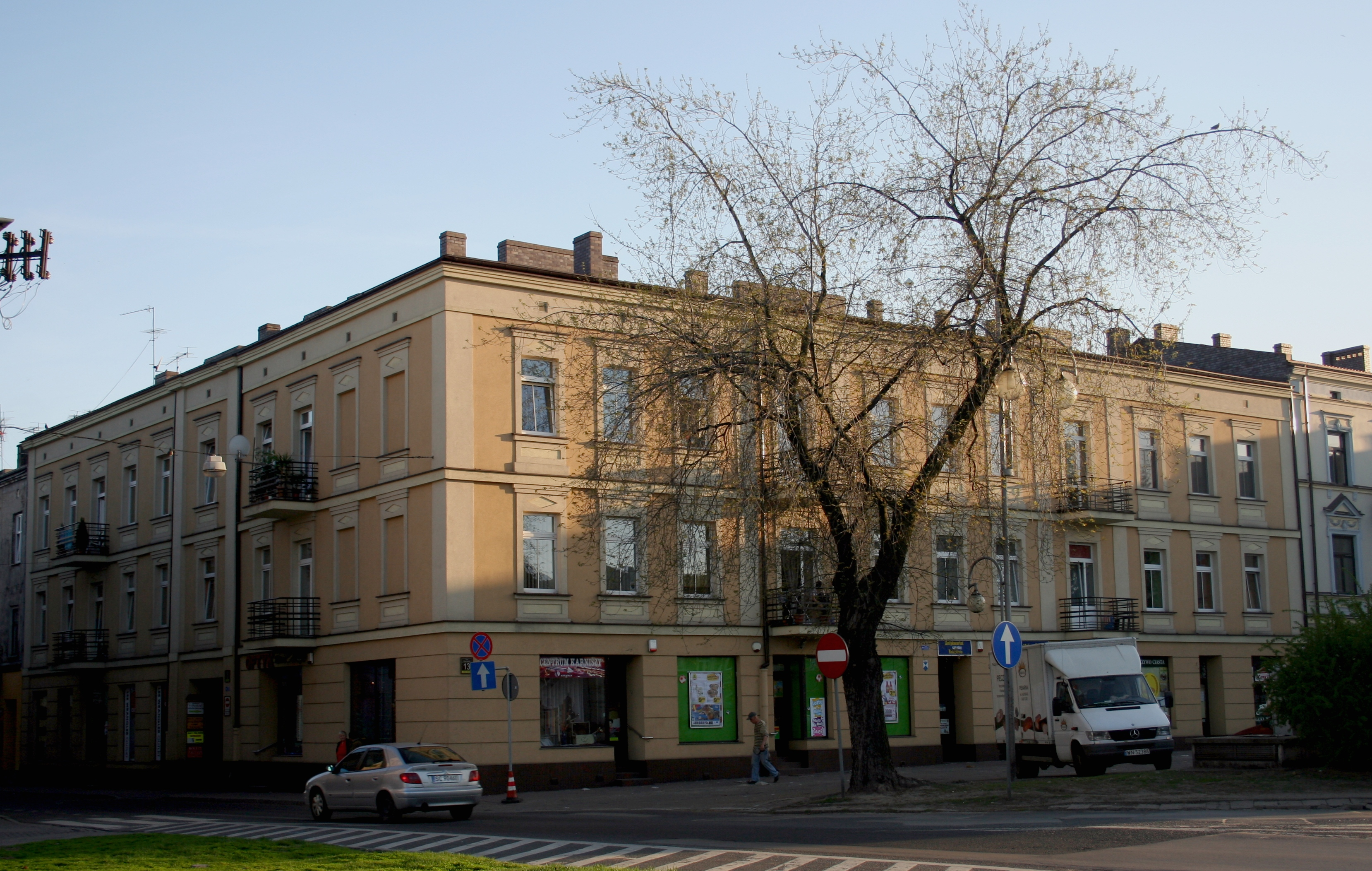
Zabytkowa kamienica z nr 13
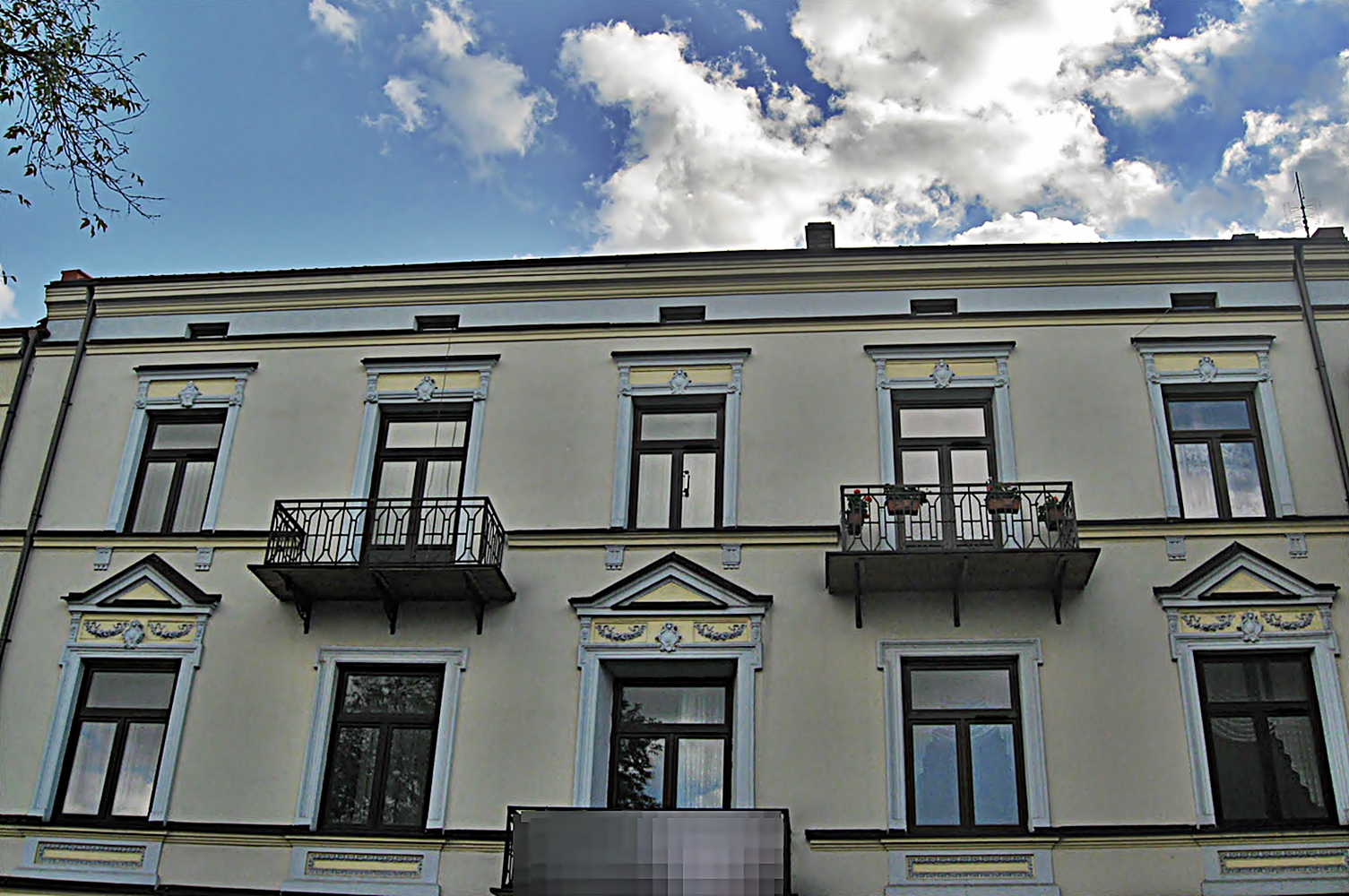
Zabytkowa kamienica z nr 14